# Ardisia sonchifolia
Espèce
Statut de conservation UICN

 EN B1+2c : En danger
Ardisia sonchifolia est une espèce de plantes à fleurs de la famille des Primulaceae. Originaire de l'Inde, elle est en danger d'extinction d'après l'Union internationale pour la conservation de la nature (UICN).

## Classification
Cette espèce a été décrite en 1902 par le botaniste Carl Christian Mez (1866-1944). L'épithète spécifique sonchifolia signifie « à feuille de laiteron » (Sonchus).
En classification phylogénétique APG III (2009), l'espèce fait partie de la famille des Primulaceae. En classification classique de Cronquist (1981) et en classification phylogénétique APG II (2003), le genre Ardisia était assigné à la famille des Myrsinaceae.

## Répartition géographique
Cette espèce est originaire de l'Inde.